# Grimeur
Een grimeur is iemand die voornamelijk werkzaam is in de toneel-, opera- en filmwereld en zich bezighoudt met het veranderen van het uiterlijk van een acteur of actrice.
Er komen heel wat verschillende elementen aan te pas om iemand geloofwaardig te "veranderen". Grime, pruiken en kledij zorgen ervoor dat een acteur of actrice een rol geloofwaardig kan brengen.
Een bijzondere specialisatie is special make-up artist. Soms moeten er protheses (valse stukken voor kaak, slaap, neus, enz.) worden gemaakt. Om deze volledig passend te maken op het aangezicht van de acteur of actrice moet eerst van hun gelaat een afdruk worden gemaakt - eerst een negatief, daarna een positief - waarna de prothese geboetseerd kan worden. Ook hiervan dient eerst een afdruk te worden gemaakt alvorens de prothese zelf kan worden gemaakt.
Een bekende Nederlandse grimeur is Arjen van der Grijn. Hij was onder andere verantwoordelijk voor de grime van Van Kooten en De Bie en de heren van Jiskefet. Bekende vrouwelijke grimeurs zijn Carolina Leenders, verantwoordelijk voor de grime van Koefnoen, Kopspijkers en de Soundmixshows, en Sabrina Brandsma.